# یواس‌اس پرسوت (۱۸۶۱)
یواس‌اس پرسوت (۱۸۶۱) (به انگلیسی: USS Pursuit (1861)) یک کشتی بود که طول آن ۱۴۴ فوت (۴۴ متر) بود. این کشتی در سال ۱۸۶۱ ساخته شد.